# 鹿邑県
鹿邑県（ろくゆう-けん）は中華人民共和国河南省周口市に位置する県。

## 地理
河南省の東南部に位置し、商丘市などに接する。小惑星(4776) Luyiは鹿邑県に因んで命名された。

## 歴史
古くは苦県、鳴鹿、真源、仙源などと呼ばれ、多くの文人や武人を輩出した。特に道家の開祖・老子（李耳）の生地として名高い。易学家の陳摶も鹿邑県の生まれである。
現在も老子に関係する記念物が多いが、その中でも重要なものは老子を祀る太清宮（たいせいきゅう）である。現在は大極殿が一つと碑などがあるが、唐宋代にはより大きかった。この近くには唐代に築かれた高さ13mの祭壇・老君台（昇仙台、拝仙台とも）があり、頂上には老子を祀る殿閣が建つ。
また太清宮の西からは殷から周にかけての墳墓群も出土し、その内の「長子口墓」は殷の帝辛（紂王）の兄・微子のものである可能性が高い。

## 行政区画
- 街道:真源街道、穀陽街道、衛真街道、鳴鹿街道
- 鎮:渦北鎮、玄武鎮、宋河鎮、太清宮鎮、王皮溜鎮、試量鎮、辛集鎮、馬鋪鎮、賈灘鎮、楊湖口鎮、張店鎮、観堂鎮、生鉄冢鎮
- 郷:鄭家集郷、趙村郷、任集郷、唐集郷、高集郷、邱集郷、穆店郷